# Carlos Alberto Santos da Silva
Carlos Alberto Santos da Silva, mais conhecido como Betinho (Recife, 13 de maio de 1987), é um futebolista brasileiro que atua como atacante. Atualmente defende o Amazonas FC.

## Carreira

### Náutico
Iniciou sua carreia no Náutico no ano de 2005. Jogou também no Gil Vicente em 2007, no Marília em 2008 e São Caetano em 2009, até seguir para a capital do Ceará jogar pelo Fortaleza.[carece de fontes?]

### Fortaleza
Foi apresentado ao Fortaleza em 2009, mas não foi inscrito a tempo de jogar a Série B do Campeonato Brasileiro, acabou sendo liberado e assinou com o time em janeiro de 2010.
Eleito para a Seleção do Campeonato Cearense de 2010 como um dos melhores atacantes ao lado de Clodoaldo do Guarany de Sobral.

### Vila Nova
No dia 18 de janeiro de 2011, Betinho foi anunciado como reforço do Vila Nova.

### São Caetano
Em 2012, o jogador acertou com o São Caetano para disputar o campeonato paulista, mas as contusões o impediram de ter um rendimento melhor, sendo que o mesmo marcou 1 gol em 8 jogos pelo time do Azulão.

### Palmeiras
Em maio de 2012, Betinho acertou por 3 meses com o Palmeiras, com direito de extensão do contrato. No dia 11 de julho de 2012, Betinho fez o gol que garantiu o título da Copa do Brasil de 2012 ao Palmeiras. Sendo o título de maior relevância da carreira do jogador.
Depois de fazer parte do elenco que rebaixou o Palmeiras para a Série B, em 29 de novembro de 2012, junto com outros quatro companheiros, foi dispensado do clube.

### Boa Esporte
Em fevereiro de 2013, Betinho é anunciado como reforço do Boa Esporte, para a disputa da Série B. Betinho rescindiu contrato com o Boa, pois não conseguiu se firmar na equipe.

### Avaí
Em setembro de 2013, Betinho é anunciado como reforço do Avaí, para a disputa da Série B.

### Santa Cruz
Em março de 2014, é anunciado como reforço do Santa Cruz até o final do ano de 2014.

### Paysandu
Após ficar 6 meses sem clube, em julho de 2015, Betinho foi anunciado como novo reforço do Paysandu.

### Cuiabá
Em março de 2017, é anunciado como reforço do Cuiabá para a temporada 2017. Em maio de 2017, foi dispensado do elenco do Cuiabá.

### Independente de Tucuruí
Em janeiro de 2018, foi anunciado como reforço do Galo Elétrico para o Campeonato Paraense e Serie D de 2018.

### ASA
Em dezembro de 2018, é anunciado como mais novo reforço do ASA para a temporada 2019. Disputou o Campeonato Alagoano, marcando dois gols no estadual. Após rápida passagem pelo ASA, em março de 2019, deixa o clube alagoano.

### Confiança
Após a eliminação do time no Campeonato Alagoano, em março de 2019, é anunciado como mais novo reforço do Confiança.

### Copa dos MCs
Sem clube, no segundo semestre de 2019, disputa Copa dos MCs, torneio de cantores de brega e DJs em Recife. Betinho desperdiçou um pênalti durante o jogo do time do MC Tocha, seu time, e a equipe de DJ Raio, que culminou com a saída do campeonato.

### Altos-PI
Em fevereiro de 2020, foi anunciado como novo jogador do time piauiense Altos.

### Maranhão
Foi emprestado ao Maranhão Atlético Clube para reta final do Estadual Maranhense, de 31 de julho a 9 de setembro de 2020, regressando após ao Altos.

### Retorno ao Altos-PI
Betinho fez os dois gols da vitória do Altos por 5 a 1 sobre o Marcílio Dias, que colocou o Altos pela primeira vez na Série C do Brasileiro. Foi o artilheiro do clube na Série D do Brasileiro, com nove gols na campanha do acesso à Série C de 2021. Além dos nove gols na Série D, marcou outros dois no Campeonato Piauiense. Ao final do ano, teve seu contrato renovado.
Em 2022, o jogador disputou a Série C, a Copa do Nordeste, o Estadual e a Copa do Brasi pelo clube e marcou 34 gols em 14 jogos disputados.

### Amazonas
No final de 2022, acerta com o Amazonas para a temporada 2023.

## Títulos
Fortaleza
- Campeonato Cearense: 2010

Coritiba
- Campeonato Brasileiro - Série B: 2010[27]

Palmeiras
- Copa do Brasil: 2012

Santa Cruz
- Campeonato Pernambucano: 2015

Paysandu
- Taça Cidade de Belém: 2016
- Campeonato Paraense: 2016
- Copa Verde: 2016

Cuiabá
- Campeonato Mato-Grossense: 2017

Altos-PI
- Campeonato Piauiense: 2021

### Individual
- Melhor atacante do Campeonato Cearense: 2010
- Melhor atacante do Campeonato Pernambucano: 2015[28]